# Великий Жолудськ
Вели́кий Жолудськ — село в Рафалівській селищній громаді Вараського району Рівненської області України. Населення становить 1200 осіб.

## Географія
Селом протікає річка Верхній.

## Населення
За переписом населення 2001 року в селі мешкали 773 особи.

### Мова
Розподіл населення за рідною мовою за даними перепису 2001 року:
| Мова       | Відсоток |
| ---------- | -------- |
| українська | 99,25 %  |
| російська  | 0,63 %   |

## Історія
У 1564 році князь Олександр Чарторийський переписав своєму служебнику Якубу Казновському маєток Жолудське Менше із 35 осілими дворищами. На той час це було багате поселення. В історичних джерелах значиться, що у районах Колок і Чарторийська в 1651 році діяла повстанська група, що контролювала поліські села у радіусі 15-20 кілометрів. Повстанці розгромили маєтки в Хрязьку, Чоржині, Жолудську. У цьому виступі брали участь селяни і міщани усієї Колківської волості.
До Великожолудської сільської ради входить 4 села (Великий Жолудськ, Малий Жолудськ, Мостище та Чучеве) і більше ніж 10 хуторів.

## Великожолудська бібліотека
Інвентарна книга, перший запис якої стосується 1950-х років, свідчить, що у 1958 році книгозбірня нараховувала 5910 книг. У 1979 році їх разом з брошурами та журналами було 9800. З середини 90-х років, в умовах бюджетного дефіциту погіршується комплектування бібліотечних фондів.
У 2002 році розпочалася реорганізація бібліотечної мережі, у ході якої публічні та шкільні бібліотеки об'єдналися в єдину систему публічно —шкільних бібліотек з підпорядкуванням районному відділові культури. Згідно угоди зі школою з 2006 року бібліотека створює електронний каталог на основі міні-версії системи ІРБІС, що дозволяє здійснювати пошук в різних базах даних. Книгозбірня формує власну WEB-сторінку. На сьогоднішній день до послуг користувачів — книжковий фонд в кількості 20 тис. різногалузевої літератури, у тому числі близько 5 тисяч підручників та навчальних посібників. Бібліотека передплачує 10 назв періодичних видань.

## Відомі люди
- Дембовський Федір Іванович (нар. 20 травня 1923, Великий Жолудськ — 2 червня 2007). Нагороджений: медаллю «За перемогу над Німеччиною у Великій Вітчизняній війні 1941—1945 рр.», орденом «За мужність», «Медаллю Жукова», «Захиснику вітчизни» та орденом Вітчизняної війни І ступеня.
- Шкіндер Федір Титович (нар. 20 лютого 1924, Великий Жолудськ — 31 березня 2003) Нагороди: медаль «За відвагу», «За бойові заслуги», медаллю «За перемогу над Німеччиною у Великій Вітчизняній війні 1941—1945 рр.»
- Максимчук Григорій Антонович (нар. 1922, Великий Жолудськ). Був нагороджений медаллю «За перемогу над Німеччиною». Ветеран праці.
- Сергійчук Кузьма Іванович (нар.1920, Малий Жолудськ). Нагороджений: орденом «Слави ІІІ ступеня», медалями «За відвагу», «За перемогу над Німеччиною».
- Овечко Данило Терентійович (нар. 1919, Великий Жолудськ). Нагороджений: орденом «Червоної Зірки», медалями «За взяття Берліна», «За перемогу над Німеччиною».
- Оштук Іван Васильович (нар. 1910, Великий Жолудськ). Нагороджений: двома медалями «За відвагу», медалями «За звільнення Варшави», «За взяття Берліна», «За перемогу над Німеччиною».
- Максимчук Данило Данилович (нар. 17 грудня 1920, Великий Жолудськ). Нагороджений орденом «Червоної Зірки», медалями «За відвагу», «За визволення Праги», «За взяття Берліна», «За перемогу над Німеччиною». Ветеран праці.
- Хондока Іван Макарович (нар. 14 січня 1919-23 травня 1996, Великий Жолудськ). Нагороджений Орденом Вітчизняної війни ІІ ступеня, Медаллю «За відвагу», Медаллю «За відмінну службу з охорони громадського порядку», Медаллю «За перемогу над Німеччиною», Медаллю «Ветеран праці».